# Bhadranakoppalu, Krishnarajpet
Bhadranakoppalu là một làng thuộc tehsil Krishnarajpet, huyện Mandya, bang Karnataka, Ấn Độ.